# 真珠商人のたとえ

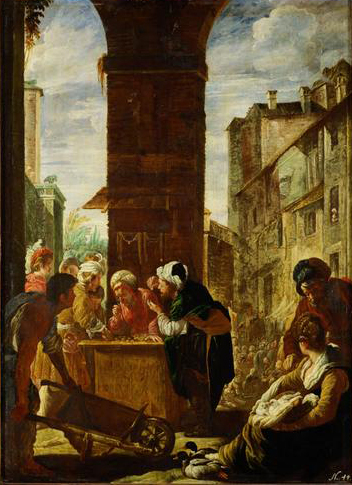
The Pearl of Great Price, by Domenico Fetti, 17th century

真珠商人のたとえ（しんじゅしょうにんのたとえ、英語: Parable of the Pearl）または、高価な真珠のたとえ(こうかなしんじゅのたとえ)は、イエス・キリストのたとえ話の一つで、マタイの福音書13章に登場し、天国の偉大な価値を説明している。
これはマタイの福音書13章の最後から2番目のたとえ話で、ひき網のたとえ話(en)の直前に出てくる。これは似たようなテーマの隠された宝のたとえ話のすぐ後に続いている。他の共観福音書には出てこないが、このたとえ話のバージョンは非正典のトマスによる福音書の格言76にも出てくる。このたとえ話はドメニコ・フェッティなどの芸術家によって描かれてきた。
そのたとえ話は次の通りである。
また、天国は、良い真珠を捜している商人のようなものである。高価な真珠一個を見いだすと、行って持ち物をみな売りはらい、そしてこれを買うのである。—マタイ13:45-46、口語訳新約聖書

## 解釈
このたとえ話は、一般的には天国の偉大な価値を例証するものと解釈されている。神学者E.H. プランプターは、英国国教会のチャールズ・エリコット主教の解説書の中で次のように述べている。
「ローマ帝国の贅沢の気まぐれにより、真珠は商業品として重要視されるようになったが、それはローマ帝国ではそれまでになかったことであり、おそらくそれ以降もなかったことだろう。真珠はエメラルドやサファイアよりも高価な装飾品の典型だった。クレオパトラの物語と、新たな真珠市場の開拓が皇帝クラウディウスがブリテン島を侵略した動機の一つであったという事実は、この寓話の『美しい真珠』に当時どれほどの価値が置かれていたかを示している。」
神学者ジョン・ノーランドも同様に、当時の真珠は今日よりも価値があったと指摘しており、そのためこのたとえ話は、そのパートナーである隠された宝のたとえ話と似たテーマを持っている。ノーランドは、このたとえ話は「幸運と天国に到達するための厳しい行動」という概念をそのたとえ話と共有しているが、この場合は「熱心な探求」という概念を加えているとコメントしている。
価値ある真珠は、物語の中の商人にとって「一生に一度の取引である。しかし、天国に自分の全未来を賭けるほどに天国を信じない者は、天国にふさわしくないであろう。」

このたとえ話の解釈は、数多くの賛美歌のインスピレーションとなっている。その中には、匿名のスウェーデンの賛美歌「Den Kostliga Pärlan (おお、その高価な真珠! )」があり、その歌は次のように始まる。
ああ、あの高価な真珠よ！あなたはそれを見つけましたか？

あなたの愛は救い主を最も愛していますか？

答える前に、よく考えてください、

あなたは天の歓迎を期待しています。

あなたはこの宝のためにすべてを手放しましたか？

過去の利益を損失とみなしましたか？

あなた自身とあなたの功績に対するあなたの信頼は、

キリストと彼の十字架の前で無に帰しましたか？
このたとえ話のあまり一般的ではない解釈は、商人がイエスを表し、真珠がキリスト教会を表すというものである。しかし、この定義は問題がある。なぜなら、キリスト教会もキリスト教もイエスの死後まで存在しなかったからである。一方、イエス自身はナザレのガリラヤ系ユダヤ人であり、聖書によれば、洗礼者ヨハネから洗礼を受けたことで知られている。この解釈では、このたとえ話は、失われた羊、失われた銀貨、放蕩息子のたとえ話と似たテーマになってしまう。
教皇ピウス12世は処女を表すためにこのフレーズを使用した。
「高価な真珠」は、モルモン教の著作集のタイトルであり、末日聖徒イエス・キリスト教会および他のいくつかの末日聖徒の宗派の標準著作の一つである。

## 教父の解説
クリソストモス
「福音の説教は、宝物のように多くの利益をもたらすだけでなく、真珠のように貴重である。そのため、宝物に関するたとえ話の後に、真珠に関するたとえ話をしている。そして説教には、この商人が示しているように、この世の仕事から離れることと用心深いことという二つのことが必要である。さらに、真実は一つであり多様ではない。そのため、見つかるのは一つの真珠であると言われている。真珠を持っている人は、確かに自分の富を知っているが、かさばりが小さいため、しばしば手の中に隠して他の人には知られていないように、福音の説教でも同じである。真珠を持っている人は自分が裕福であることを知っているが、この宝物を知らない不信者は、私たちの富を知りません。」
ヒエロニムス
「律法と預言者は、良い真珠によって理解される。それなら、マルキオンとマニカイオスは、聞きなさい。良い真珠とは律法と預言者である。すべての真珠の中で最も貴重なものは、救い主の知識と、彼の受難と復活の秘跡である。商人は、使徒パウロのように、律法と預言者の秘跡と、自分が非の打ちどころなく生きてきた古い慣習のすべてをすぐに軽蔑し、キリストを得るためにそれらを糞土とみなす（フィリピ3:8）。新しい真珠を見つけたからといって古い真珠が非難されるのではなく、それに比べれば、他のすべての真珠は価値がありません。」
グレゴリウス1世
「あるいは、高価な真珠によって、天国の甘美さが理解される。それを見つけた者は、すべてを売り払ってそれを買う。なぜなら、許される限り、天国の甘美さを完全に知っていた者は、地上で愛したすべてのものを喜んで捨てるからである。地上の所有物の中でかつて彼を喜ばせていたものはすべて、今やその美しさを失っているように見える。なぜなら、その貴重な真珠の輝きだけが彼の心の中に見えるからである。」
アウグスティヌス
「あるいは、良い真珠を探している人は、非常に高価な真珠を一つ見つけた。つまり、有益な生活を送ることができる善良な人々を探している人は、罪のないキリスト・イエスをただ一人見つけた。あるいは、人々の間で正しく暮らすための助けとなる人生の教訓を探している人は、隣人愛を見つけた。使徒は、その一つの規則の中にすべてのものが含まれていると述べている（ローマ13:9）。あるいは、良い考えを探している人は、すべてのものが含まれている言葉、すなわち、初めに言葉があった（ヨハネ1:1）。それは真理の光で輝き、永遠の力で揺るぎなく、神性の美しさで完全に自分自身に似ており、私たちが肉の殻を突き抜けたとき、神であると告白される。しかし、それがこれら3つのどれであれ、あるいは、1つの貴重な真珠の比喩で表すことができる他の何かが思い浮かんだとしても、その貴重さは私たち自身の所有物であり、この世で所有できるすべてのものを軽蔑しない限り、私たちはそれを所有する自由はありません。なぜなら、私たちが所有物を売ったとしても、私たち自身以上の見返りは得られないからです（私たちがそのようなものに関わっている間、私たちは自分のものではありませんでした）。私たちは再びその真珠のために自分自身を差し出すことができますが、それは私たちがそれと同等の価値があるからではなく、それ以上のものを差し出すことができないからです。」

## トマスの福音書
この寓話のバージョンは、グノーシス派のトマスによる福音書（格言76）にも登場する。
イエスはこう言いました。「父の王国は、たくさんの商品を持っていて、真珠を見つけた商人のようなものです。その商人は賢明だったので、商品を売り、その一つの真珠を自分のために買いました。同じように、あなたたちも、尽きることなく、いつまでも残る神の宝を求めなさい。そこには、虫も来ず、食い荒らすこともありません。」—トマスによる福音書 76、パターソン/マイヤー訳
この作品の隠された宝のたとえ話は、マタイのように直前ではなく、後になってから登場する（格言109）。しかし、格言76の宝の言及は、たとえ話が隣接していたトマスによる福音書の出典を反映している可能性がある。そのため、元の一対のたとえ話は「分解され、別々の文脈に置かれ、民間伝承に特徴的な方法で拡張された。」グノーシス主義の思想では、真珠はキリストまたは真の自己を表す可能性がある。ナグハマディ図書館でトマスによる福音書とともに発見されたグノーシス主義のペテロと十二使徒の行為では、旅する真珠商人リタルゴエルが最終的にイエスであることが明らかにされている。

## 絵画
新約聖書の寓話を描いた美術作品は数多くあり、ドメニコ・フェッティ、ジョン・エヴァレット・ミレー、ヤン・ルイケンの作品などがある。